# Pokój namysłowski

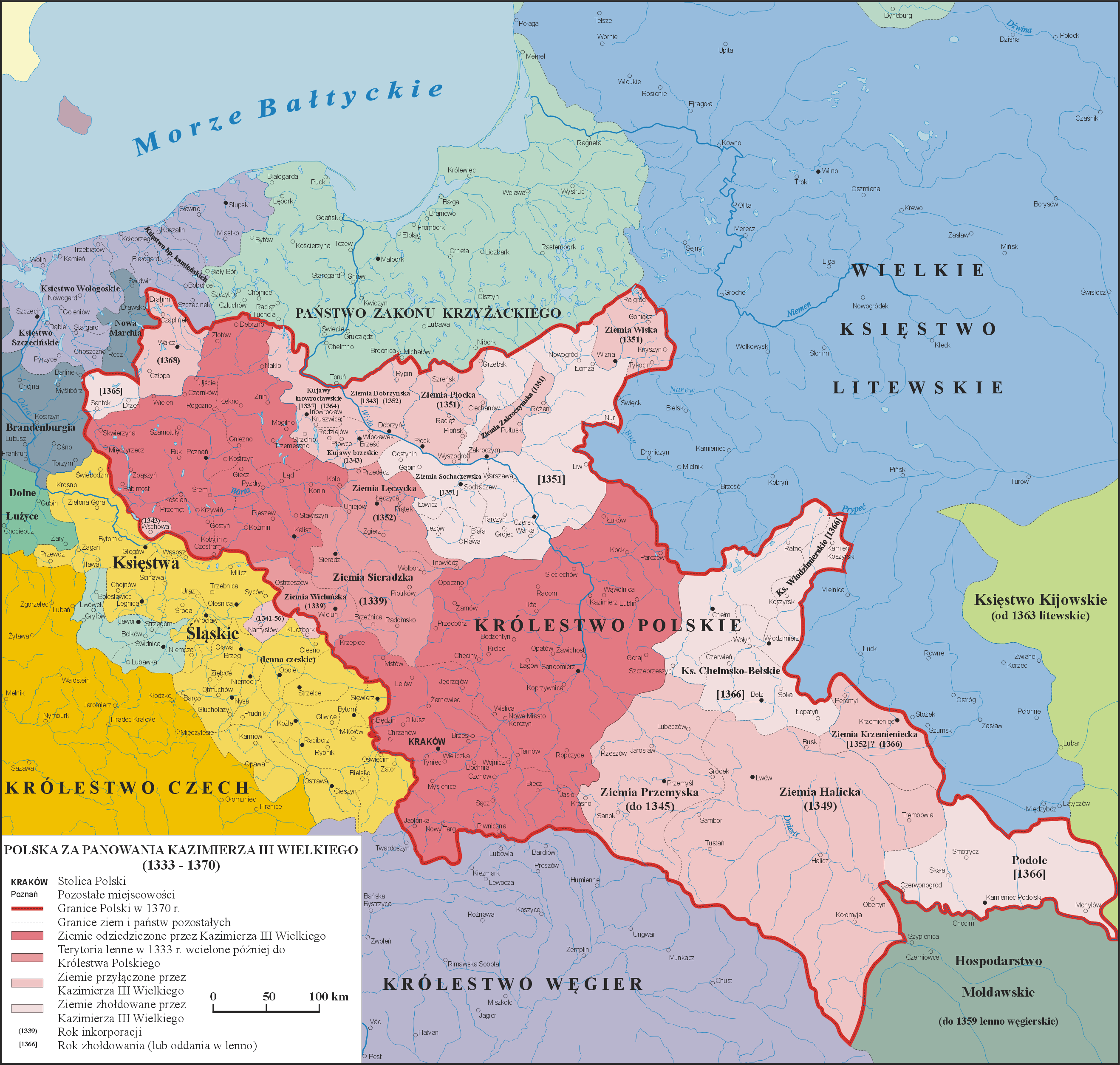
Korona Królestwa Polskiego w latach 1333–1370

Pokój namysłowski lub pokój w Namysłowie z 22 listopada 1348 roku – układ pokojowy zawarty między królem Polski Kazimierzem Wielkim i księciem świdnicko-jaworskim Bolkiem II Małym a królem Czech, Karolem IV Luksemburskim. Układ zakończył wojnę polsko-czeską rozpoczętą w 1345 roku przez Jana I Luksemburskiego najazdem na Księstwo świdnickie.
Postanowienia z dokumentu Kazimierza Wielkiego:
- strony przyrzekły sobie wieczystą miłość i braterską przyjaźń po wieczne czasy
- Kazimierz III Wielki umorzył długi króla Karola IV wobec niego i oświadczył, że nie będzie łączył się z wrogami Karola, ale też nie będzie zobowiązany do udzielenia mu pomocy, dopóki nie odzyska strat terytorialnych Królestwa Polskiego poniesionych na rzecz Zakonu krzyżackiego lub Marchii Brandenburskiej[2].
- Karol IV obiecał pomoc wojskową w przypadku wojny Kazimierza Wielkiego z zakonem krzyżackim lub Marchią Brandenburską.
- Kazimierz Wielki obiecał wynagrodzenie Karolowi IV w zamian za pomoc w rewindykacji w drodze konfiskaty ziem (Pomorza Zachodniego i Gdańskiego) należących dawniej do Królestwa Polskiego, a utraconych na rzecz Zakonu krzyżackiego i Marchii Brandenburskiej[3]
- potwierdzono sojusz Kazimierza Wielkiego z królem Węgier.

W możliwej do odczytania części dokumentu nie ma informacji o zrzeczeniu się roszczeń Polski do Śląska.
Działania dyplomatyczne Kazimierza III Wielkiego (negocjacje Karola IV z Kazimierzem i arcybiskupem gnieźnieńskim Jarosławem z Bogorii i Skotnik) zablokowały też zabiegi Karola IV o oderwanie diecezji wrocławskiej ze struktury polskiej prowincji kościelnej i wcielenie jej do nowej archidiecezji praskiej. Diecezja wrocławska, obejmująca cały Śląsk, pozostawała (aż do XIX w.) podporządkowana Gnieznu

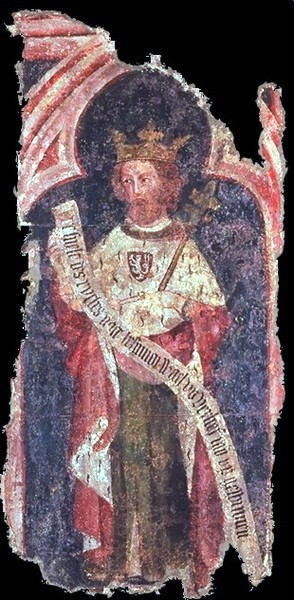
Karol IV, fresk z zabytkowego ratusza w Kolonii
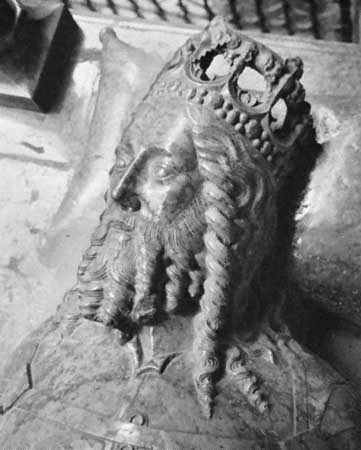
Głowa Kazimierza III Wielkiego
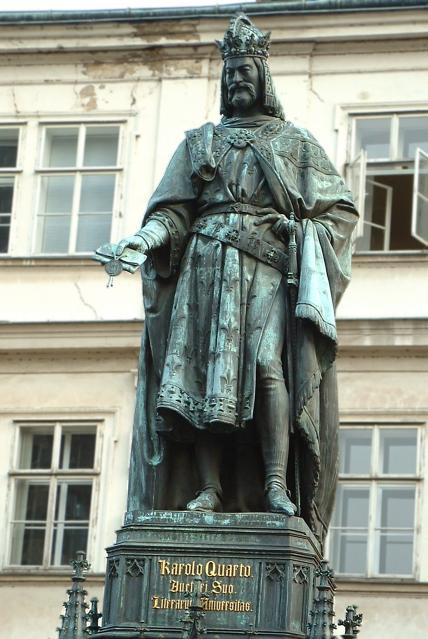
Pomnik Karola IV w Pradze
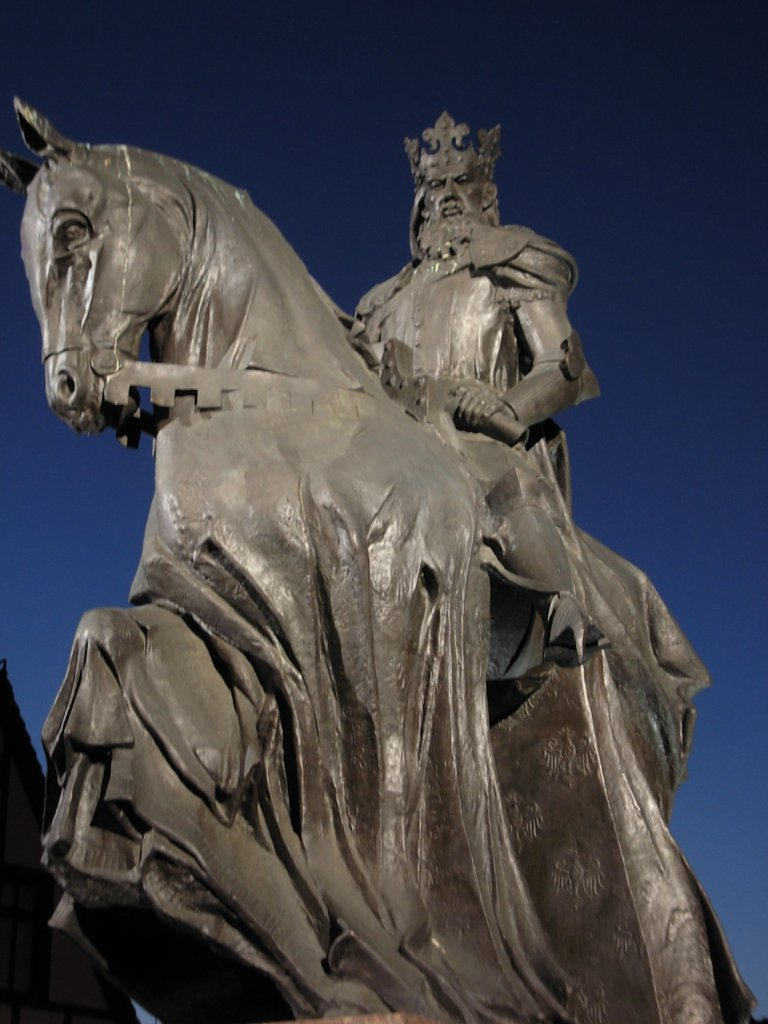
Pomnik Kazimierza III Wielkiego w Bydgoszczy
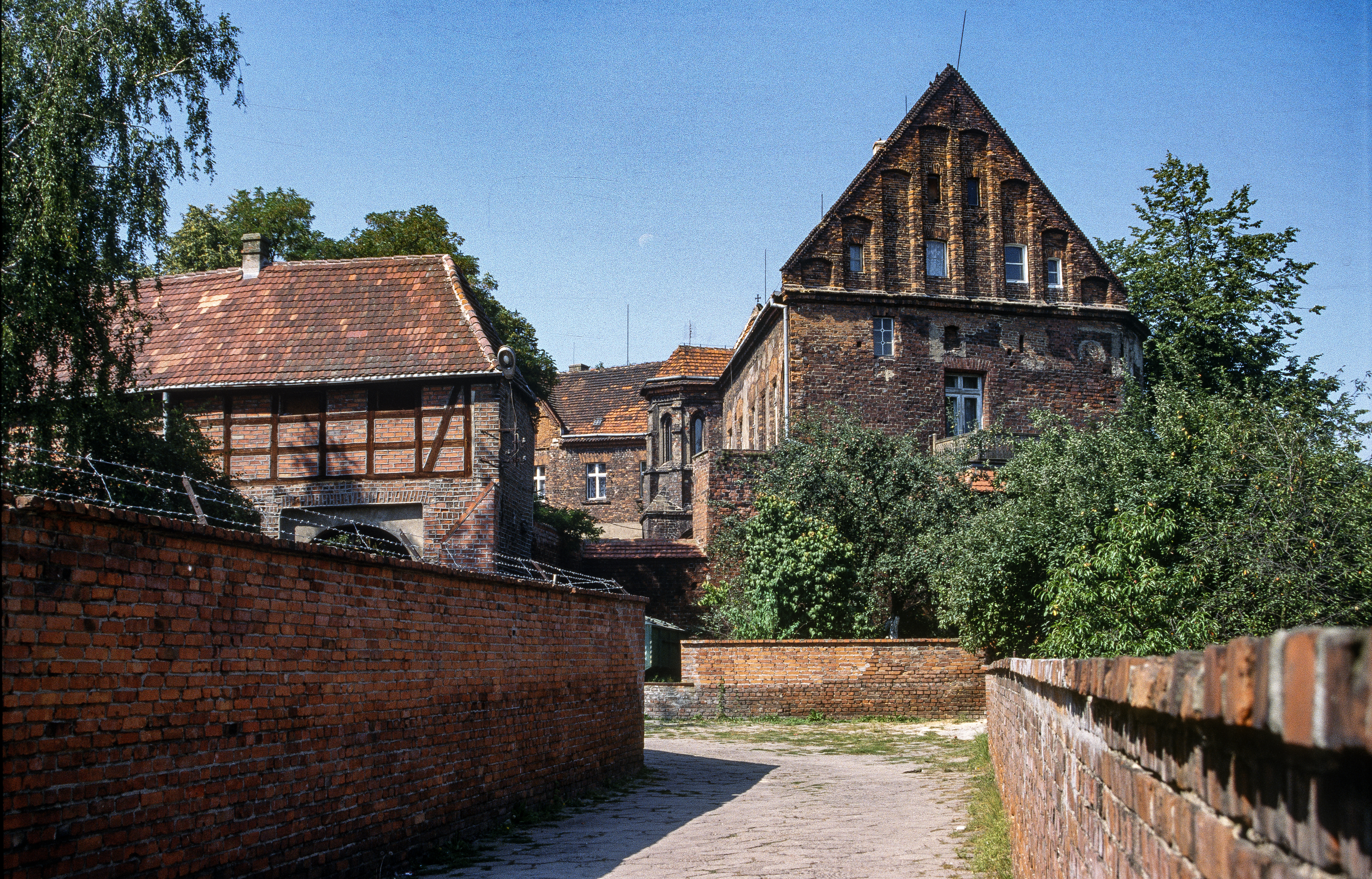
Namysłów - zamek